# Pierfrancesco Chili

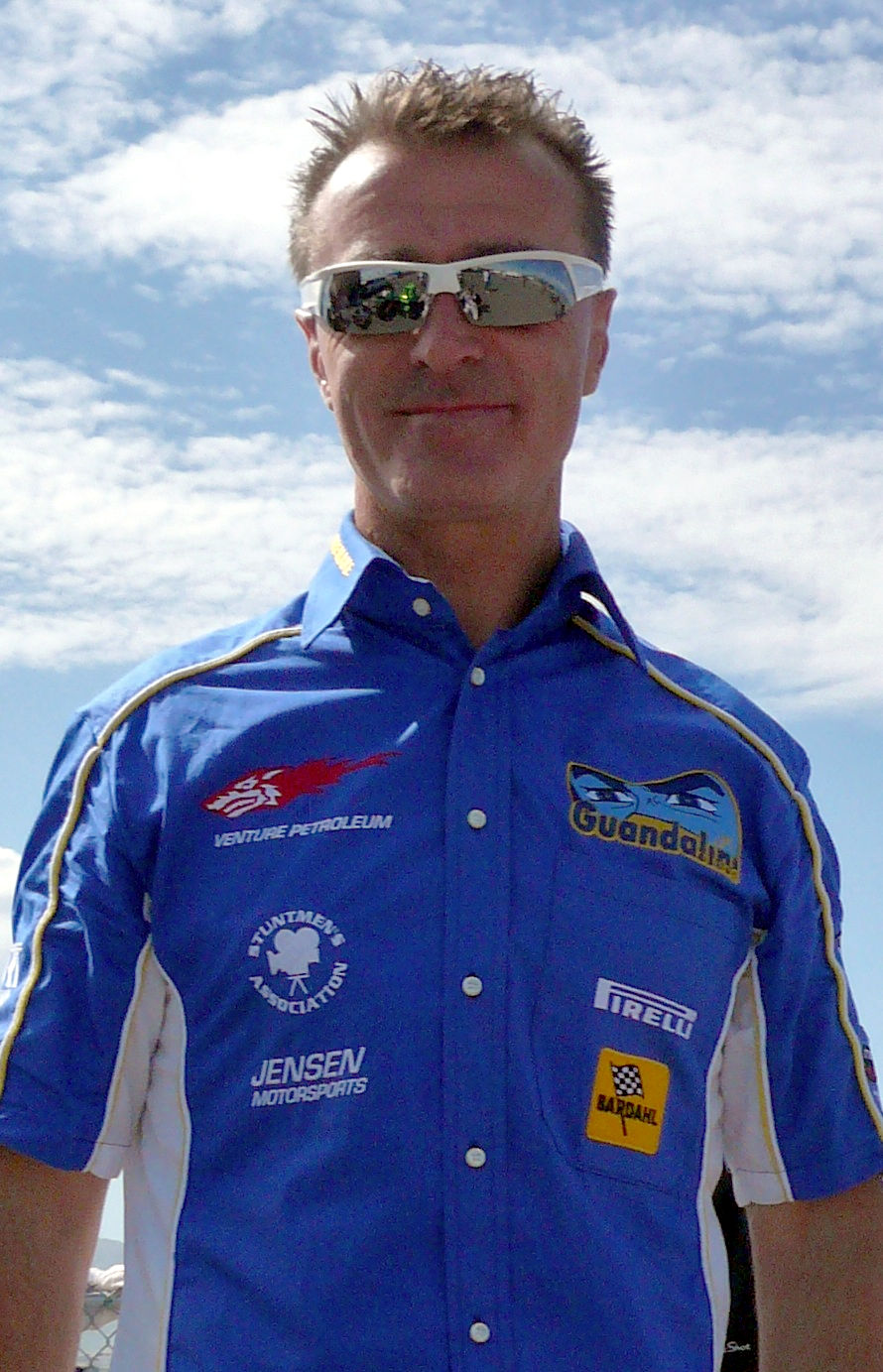
Pierfrancesco Chili op het Miller Motorsports Park in 2009.

Pierfrancesco Chili (Bologna, 20 juni 1964) is een Italiaans motorcoureur.
Chili werd in 1985 kampioen in de 125cc-klasse van het Europees kampioenschap wegrace en had tegen die tijd al tweemaal met een wildcard gereden in dezelfde klasse in het wereldkampioenschap wegrace in 1984 en 1985 op een MBA. In 1986 maakte hij zijn fulltime debuut in de 500cc-klasse op een Suzuki om in 1987 op een Honda zijn eerste podiumplaats te behalen in Frankrijk. In 1989 behaalde hij zijn eerste overwinning in de Grand Prix der Naties en zette zijn beste resultaat neer in het 500cc-kampioenschap met een zesde plaats. In 1991 stapte hij over naar de 250cc-klasse op een Aprilia en won dat jaar de TT van Assen. In 1992 had hij zijn beste seizoen met overwinningen in Duitsland, Nederland en Groot-Brittannië, waardoor hij achter Luca Cadalora en Loris Reggiani als derde in het kampioenschap eindigde. In 1993 stapte hij over naar een Yamaha en wist zijn resultaten niet te evenaren. Op 24 april van dat jaar werd hij gearresteerd op verdenking van belastingfraude, maar drie dagen later werd hij weer vrijgelaten omdat hij hier niets mee te maken had.
Na een sabbatical in 1994 stapte Chili in 1995 over naar het wereldkampioenschap superbike, waarin hij voor Ducati uitkwam. In zijn achtste race op het Autodromo Nazionale Monza won hij zijn eerste race in het kampioenschap. Dat jaar reed hij met een wildcard zijn laatste race in het wereldkampioenschap wegrace op een Cagiva tijdens de Grand Prix van Italië, waarin hij als tiende eindigde. In 1996 won hij in de superbike races op Monza en Brands Hatch en in 1997 op het Misano World Circuit, Monza en Brands Hatch. In 1998 had hij zijn beste seizoen in het kampioenschap met overwinningen op het Circuito de Albacete, de Nürburgring, het Circuit Kyalami (tweemaal) en het TT-Circuit Assen en werd achter Carl Fogarty, Aaron Slight en Troy Corser vierde in het kampioenschap. In 1999 stapte hij over naar een Suzuki en won races op de A1 Ring en de Hockenheimring Baden-Württemberg. In 2000 won hij op Monza en eindigde achter Colin Edwards, Noriyuki Haga en Troy Corser wederom als vierde in het kampioenschap. In 2001 won hij op Donington Park alvorens in 2002 terug te keren naar een Ducati. Pas in 2003 won hij weer een race op Laguna Seca en in 2004 behaalde hij zijn laatste overwinning op Misano. In 2005 stapte hij over naar een Honda, maar kwam hierop niet uit de verf en na afloop van het seizoen 2006, waarin hij enkele races moest missen vanwege een heupblessure, stopte hij met racen. Na zijn actieve racecarrière werd hij in 2009 de teammanager van het team Guandalini Racing.